# Edmund Heusinger von Waldegg
Edmund Heusinger von Waldegg (* 12. Mai 1817 in Langenschwalbach; † 2. Februar 1886 in Hannover) war ein deutscher Architekt, Maschinenbau- und Eisenbahningenieur.

## Herkunft
Er kam aus einem nassauischen Pfarrhaus und konnte, da seinem Vater die finanziellen Mittel für sein Studium nicht aufbringen konnte, zunächst nur eine Buchhändlerlehre in Hannover absolvieren. Hier – und anschließend in Leipzig – knüpfte er Kontakte und sammelte Erfahrungen im Verlags- und Publikationswesen, was unter anderem ein Ausgangspunkt für seine spätere umfangreiche Publikationstätigkeit im Bereich des Eisenbahn-Ingenieurswesens war. Darüber hinaus erfand er einen Vorläufer des späteren Rotationsdruckverfahrens. In Leipzig studierte er Physik, Mathematik und Mechanik. Außerdem erlebte er dort die Eröffnung der Leipzig-Dresdener Eisenbahn, was ihn für die Eisenbahntechnik gewann.

## Eisenbahningenieur
1840 beteiligte er sich an der Montage einer in Einzelteilen aus England gelieferten Lokomotive auf der Gutehoffnungshütte in Sterkrade und begleitete das Fahrzeug zur Taunus-Eisenbahn. 1841 wurde er dort Werkmeister, 1846 Leiter der Zentralwerkstätte. Hier entwickelte er einen Vorläufer des Scheibenrads.
1854 erhielt er den Auftrag, die Homburger Bahn zu projektieren. Anschließend war er maßgebend beim Bau der Deisterbahn und der Südharzstrecke.
1870 war Heusinger von Waldegg Gründungsvorsitzender des Bezirksvereins Hannover des Vereins Deutscher Ingenieure (VDI).

## Erfindungen

Arbeitsweise der Heusinger-Steuerung

Schnellzugwagen mit Durchgangsmöglichkeit von E. Heusinger von Waldegg, 1874 für die Hessische Ludwigsbahn

Er erfand im Jahre 1849 eine neuartige Steuerung für Dampflokomotiven, die nach ihm benannte Heusinger-Steuerung. Sie entwickelte sich zur weltweit meistverbreiteten Steuerungsart. Da aber der belgische Ingenieur Egide Walschaerts schon im Jahre 1844 unabhängig von Heusinger eine nahezu identische Steuerungsmechanik entwickelt hatte, wird auch die Steuerung des von Heusinger entwickelten Typs außerhalb des deutschsprachigen Raumes als Walschaerts-Steuerung bezeichnet.
Er erfand darüber hinaus den Durchgangszug-Wagen, den „Heusinger-Wagen“, der im Gegensatz zu den bis dahin in Europa weit überwiegend verwendeten Abteilwagen über einen Seitengang im Wageninneren verfügte und damit ein Durchgangswagen war. Damit wurde das zuvor außen am Wagen entlang führende und nur für Zugpersonal unter erheblichen Gefahren benutzbare Trittbrett überflüssig. Die Hessische Ludwigsbahn setzte diesen neuen Wagentyp erstmals ein, die Preußische Staatsbahn führte ihn 1892 serienmäßig in Durchgangszügen ein.
Zu seinen weiteren Erfindungen gehörte auch ein Feldeisenbahnsystem für das Heer.

## Publizist
Wegweisend wurde das von Edmund Heusinger von Waldegg herausgegebene Handbuch für specielle Eisenbahn-Technik, erschienen im Verlag Wilhelm Engelmann in Leipzig in fünf Bänden:
- Bd. 1: Der Eisenbahnbau (1. Aufl. 1870)
- Bd. 2: Der Eisenbahn-Wagenbau in seinem ganzen Umfange (1. Aufl. 1874) Digitalisat
- Bd. 3: Der Locomotivbau (1. Aufl. 1875) Digitalisat
- Bd. 4: Die Technik der Betriebes mit Signalwesen und Werkstätteneinrichtungen (1. Aufl. 1876) Digitalisat
- Bd. 5: Bau und Betrieb der Secundär- und Tertiärbahnen einschließlich der schwebenden Draht- und Seilbahnen (1. Aufl. 1878, online)

Angesichts der rasanten technischen Entwicklung wurden in kurzer Abfolge überarbeitete Neuauflagen erforderlich, bei denen die Bände 1 bis 3 und 5 infolge der wachsenden Stofffülle in Teilbände aufgeteilt wurden, einige davon als sogenannte „Atlasbände“ mit bildlichen Darstellungen und Zeichnungen.
Neben zahlreichen eigenen Aufsätzen und Veröffentlichungen begründete er das „Organ für die Fortschritte des Eisenbahnwesens in technischer Beziehung“, später offizielles Organ des Vereins deutscher Eisenbahnverwaltungen.

### Weitere Schriften
- Die Kalk-, Ziegel- und Röhrenbrennerei, 2. Auflage, Leipzig 1867. 3. umgearbeitete und vielfach vermehrte Auflage 1876.
- Abbildung und Beschreibung der Locomotive-Maschine nach den besten und neuesten Constructione 1858 Darmstadt Digitalisat